# آلیسیا روسولسکا
 آلیسیا روسولسکا (انگلیسی: Alicja Rosolska؛ زادهٔ ۱ دسامبر ۱۹۸۵) یک تنیس‌باز اهل لهستان است.